# Eastern Freeway (Victoria)

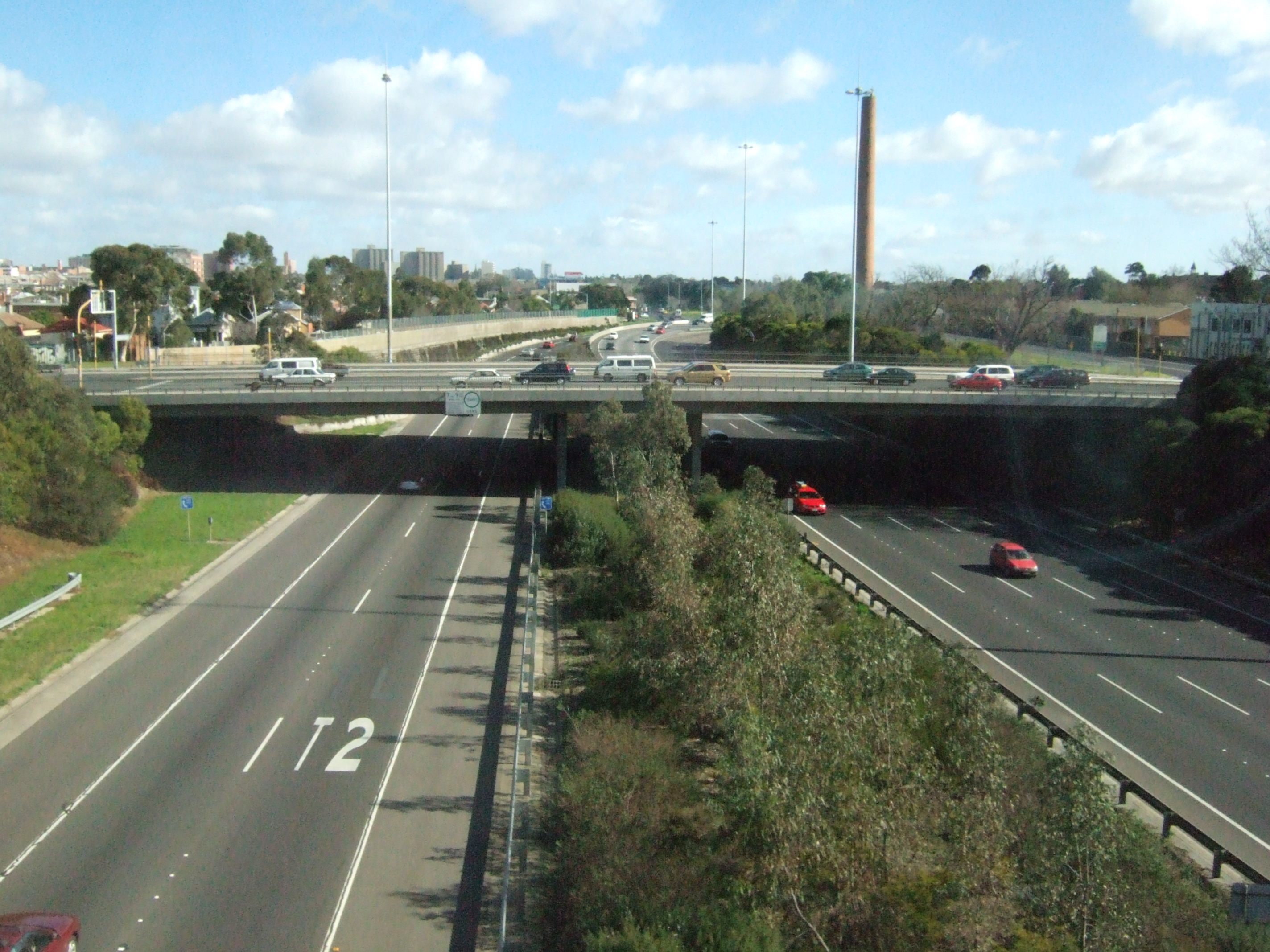
Hoddle Street von Osten

Der Eastern Freeway ist eine Stadtautobahn im östlichen Teil von Melbourne im Süden des australischen Bundesstaates Victoria. Er verbindet die Alexandra Parade in Collingwood mit dem EastLink in Donvale. Er ist eine der wichtigsten Routen für den Berufsverkehr in Melbourne und ist sechs- bis zehnspurig ausgebaut. Die jeweils ganz rechten Spuren sind zu Stoßzeiten für Fahrzeuge mit zwei oder mehr Insassen reserviert.

## Geschichte
Während seines Baus Anfang der 1970er-Jahre war der Eastern Freeway als Freeway-Korridor F19 reserviert und sollte an den damals neuen Tullamarine Freeway und an den Maroondah Highway angebunden werden. Proteste der Anwohner sorgten aber dafür, dass der Freeway an der Hoddle Street endete. Anfangs wurde der neue Freeway als F83 nummeriert, später erhielt die Bezeichnung Staatsstraße 83 (S83). Heute trägt er die Nummer M3. Der Freeway wurde in vier Baustufen von 1977 bis 2008 fertiggestellt:
- Stufe 1: Von der Hoddle Street zur Bulleen Road; eröffnet im Dezember 1977
- Stufe 2: Von der Bulleen Road zur Doncaster Road; eröffnet am 3. Juni 1982
- Stufe 3: Von der Doncaster Road zur Springvale Road; eröffnet im Dezember 1997
- Stufe 4: Von der Springvale Road zum Frankston Freeway (= EastLink)

Ursprünglich sollte der Freeway an der Kreuzung des Maroondah Highway und der Mount Dandenong Road enden. Er sollte die Verbindung zur ursprünglich geplanten Eastern Ring Road (vgl. Ring Road (Melbourne)) schaffen und die letzte Stufe dieses Freeways war dann auch der EastLink einschließlich der Ortsumgehung von Ringwood, die im Juli 2008 eröffnet wurde.
Die erste Stufe des Freeways stieß von der Hoddle Street zur Bulleen Road stieß auf sehr viel Widerstand, da sie mitten durch den Yarra Bend Park, der damals als Nationalpark ausgewiesen war, verlief. Die ersten beiden Stufen sollten den Bau der Eisenbahnlinie nach Doncaster, die in der Mitte der Bulleen Road verlaufen sollte, ermöglichen. Die Pfeiler für die Brücken mussten außerhalb des besonders breiten Mittelstreifens gesetzt werden.
Es war auch ein Landstreifen für den Bau der Eisenbahn nach East Doncaster reserviert, aber dieses Projekt ließ man in den 1980er-Jahren fallen und das Land wurde verkauft. In den letzten Jahren hat sich durch zunehmende Verkehrsstaus und zunehmende Erkenntnis der Verkehrsprobleme in Melbourne der Druck auf die Staatsregierung von Seiten der Local Councils von Melbourne, Yarra und Manningham und von Seiten der Öffentlichkeit, diese Eisenbahnlinie doch noch zu bauen, massiv erhöht. Die letzte Stufe des Freeways, die 2008 abgeschlossen wurde, verband den Freeway mit der Ortsumgehung Ringwood (S62), dem Monash Freeway (M1) und dem Frankston Freeway (S11).

## Verlauf
Der Eastern Freeway beginnt an der Kreuzung mit der Hoddle Street als östliche Fortsetzung der Alexandra Parade (in den Dokumenten von VicRoads als Eastern Highway bezeichnet). Dort ist die Fahrbahn Richtung Osten fünfspurig, während die Fahrbahn Richtung Westen nur zwei Spuren besitzt. Drei weitere Spuren Richtung Westen kommen östlich der Kreuzung dazu (Sie zweigen Richtung Hoddle Street ab). Beim Chandler Highway in Yarra Bend verengt sich der Freeway auf acht Spuren.
Kurz bevor er die Bulleen Road erreicht, reduziert sich die Breite des Freeways auf sechs Spuren und der Mittelstreifen ist nur mehr eine Betonbarriere. Zwischen der Tram Road und der Blackburn Road ist der Freeway auf einem kurzen Stück wieder vierspurig, dann sechsspurig bis zur Springvale Road. Dort schließt der EastLink (M3) an. Vor dem Bau dieses Freeways 2008 war der Eastern Freeway der einzige Freeway in Melbourne, an den kein weiterer Freeway anschloss.

## Ausbaupläne
Es gab viele Spekulationen, dass der Eastern Freeway an der Hoddle Street  durch einen Tunnel mit dem CityLink (Western Link) und der Western Ring Road verbunden werden sollte.
Am 1. März 2007 stellte die Labor-Regierung eine Studie zur Verbindung der großen Freeways vor, die vom Experten Rod Eddington erstellt worden war. Diese wurde allerdings sehr kritisiert, da sie nicht genügend Informationen über die Verkehrsflüsse enthielt. Die Regierung kündigte an, dass der Plan später in Stufen verwirklicht werden sollte. Bisher wurde allerdings nur die Absicht zum Bau eines kleinen westlichen Abschnitts bestätigt.

## Geschwindigkeitsbeschränkungen
Auf dem gesamten Freeway gilt eine Geschwindigkeitsbeschränkung auf 100 km/h. Es gibt keine festen Radaranlagen zur Überwachung, aber die Polizei patrouilliert  regelmäßig über den gesamten Freeway. VicRoads hat Kameras zur Überwachung des Verkehrsflusses installiert.

## Kreuzungen und Anschlüsse
| Eastern Freeway                                                             |                                                |                                |                                                                         |
| Anschlüsse Richtung Westen                                                  | Entfernung zum Stadtzentrum von Melbourne (km) | Entfernung nach Frankston (km) | Anschlüsse Richtung Osten                                               |
| Ende Eastern Freeway weiter als Alexandra Parade nach Parkville / Footscray | 4                                              | 62                             | Beginn Eastern Freeway von der Alexandra Parade                         |
| EISENBAHNLINIE NACH SOUTH MORANG / EISENBAHNLINIE NACH HURSTBRIDGE          | 4                                              | 62                             | EISENBAHNLINIE NACH SOUTH MORANG / EISENBAHNLINIE NACH HURSTBRIDGE LINE |
| Richmond, Clifton Hill Hoddle Street                                        | 4                                              | 62                             | EISENBAHNLINIE NACH SOUTH MORANG / EISENBAHNLINIE NACH HURSTBRIDGE LINE |
| Kew, Ivanhoe Chandler Highway                                               | 7                                              | 59                             | Ivanhoe, Kew Chandler Highway                                           |
| keine Ausfahrt                                                              | 10                                             | 56                             | Heidelberg, Camberwell Burke Road                                       |
| Kew, Bulleen Bulleen Road                                                   | 12                                             | 54                             | Bulleen, Kew Bulleen Road                                               |
| Kew, Bulleen Bulleen Road                                                   | 12                                             | 54                             | Templestowe Thompsons Road                                              |
| Balwyn North, Doncaster Doncaster Road                                      | 14                                             | 52                             | Doncaster, Balwyn North Doncaster Road                                  |
| keine Ausfahrt                                                              | 16                                             | 50                             | Doncaster, Burwood Elgar Road                                           |
| Box Hill, Doncaster Station Street / Tram Road                              | 17                                             | 49                             | keine Ausfahrt                                                          |
| Mount Waverley, Templestowe Middleborough Road / Wetherby Road              | 18                                             | 48                             | Templestowe, Mount Waverley Wetherby Road / Middleborough Road          |
| keine Ausfahrt                                                              | 20                                             | 46                             | Warrandyte, Blackburn Blackburn Road / Surrey Road                      |
| Beginn Eastern Freeway weiter vom EastLink                                  | 22                                             | 44                             | Donvale, Nunawading Springvale Road                                     |
| Beginn Eastern Freeway weiter vom EastLink                                  | 22                                             | 44                             | Ende Eastern Freeway weiter als EastLink to Ringwood / Frankston        |

## Karte